# Schutzhütte an der Holderquelle
Die Schutzhütte an der Holderquelle ist eine Wanderhütte des Pfälzerwald-Verein.

## Lage
Die Hütte befindet sich im Pfälzerwald auf der Waldgemarkung der Stadt Annweiler am Trifels am Südosthang des Schinderkopf an der namensgebenden Holderquelle in 480 Metern Höhe. Weiter nordöstlich liegt der Stadtteil Gräfenhausen und weiter westlich der Stadtteil Sarnstall.

## Geschichte
Die Hütte wurde 1984 errichtet und von der Annweiler des Pfälzerwald-Verein betrieben. Es handelt sich um einen überdachten Rastplatz in Gestalt eines Pavillons mit Tischen und Bänken. Im Jahr 2020 wurde sie renoviert, gestiftet wurde das Procedere von drei in der Stadt Annweiler ansässigen Unternehmen, darunter Stabila.

## Tourismus
An der Hütte führen unter anderem der Prädikatswanderweg Pfälzer Weinsteig, der Fernwanderweg Staudernheim–Soultz-sous-Forêts, ein Wanderweg, der mit einem weiß-blauen Balken markiert ist und von Bad Münster am Stein bis nach Sankt Germanshof verläuft, der Kaiser-Friedrich-Weg und der Wildsauweg vorbei.